# Afrixalus morerei
Afrixalus morerei är en groddjursart som beskrevs av DuBois 1986. Afrixalus morerei ingår i släktet Afrixalus och familjen gräsgrodor. IUCN kategoriserar arten globalt som sårbar. Inga underarter finns listade i Catalogue of Life.